# Обелиск «Основание Павловска»
Обелиск в память основания Павловска — памятник архитектуры. Расположен в парке Мариенталь, на правом (восточном) береге реки Славянки.
Ранее местность выше по течению от Большого дворцового моста называлась Швейцарскими горками. Обелиск был установлен здесь в 1782 году по проекту Чарлза Камерона (предположительно) в честь основания Павловска (изначально — села Павловское).
Пьедестал обелиска с заглубленными филёнками и широким карнизом стоит на художественном нагромождении камней. Сам обелиск четырёхгранный, узкий, остроконечный. Полная высота памятника, сделанного из пудостского камня — 7,75 м, у основания поставлена каменная скамья-канапе.
Открытие памятника 24 октября 1782 года было первым этапом в развитии ансамбля Павловского парка. Во времена открытия, когда деревья были ещё невысокими, обелиск было видно из дворца.
Во время Великой Отечественной войны верхняя часть памятника была, по одной версии, разрушена артиллерийским огнём, по другой — разрушена, когда с обелиска снимали повешенную фашистами свастику, основание было разрушено наполовину, остальные части были в выбоинах. Памятник был восстановлен на основании чертежей и документов.
Со стороны пруда в филенке обелиска стоит чугунная доска с надписью «Павловское начато стоить в 1777 году». После освобождения Павловска от оккупации доску сняли и передали в дворец-музей, в 1977 году была изготовлена и установлена на колонне копия доски. Памятник прошёл реставрацию в 2015 году.